# Olympische Jugend-Winterspiele 2016/Teilnehmer (Kenia)
| Gelbes Symbol für Goldmedaillen mit stilisierten Olympischen Ringen | Graues Symbol für Silbermedaillen mit stilisierten Olympischen Ringen | Braundes Symbol für Bronzemedaillen mit stilisierten Olympischen Ringen |
| ------------------------------------------------------------------- | --------------------------------------------------------------------- | ----------------------------------------------------------------------- |
| —                                                                   | —                                                                     | —                                                                       |

Kenia nahm an den Olympischen Jugend-Winterspielen 2016 in Lillehammer mit einer Athletin in einer Sportart teil.

## Sportarten

### Ski Alpin
| Mädchen         |              |             |     |                    |                    |                    |                    |
| Sabrina Simader | Super-G      |             |     |                    |                    | 1:17,09 min        | 23                 |
| Sabrina Simader | Riesenslalom | 1:28,59 min | 31  | 1:24,37 min        | 26                 | 2:52,96 min        | 26                 |
| Sabrina Simader | Slalom       | DNF         | DNF | nicht qualifiziert | nicht qualifiziert | nicht qualifiziert | nicht qualifiziert |
| Sabrina Simader | Kombination  | 1:18,67 min | 24  | 47,47 s            | 20                 | 2:06,14 min        | 20                 |